# Hénin-Beaumont
Hénin-Beaumont [enɛ̃ bomɔ̃] ist eine französische Stadt mit 25.764 Einwohnern (Stand 1. Januar 2022) im Département Pas-de-Calais in der Region Hauts-de-France. Sie gehört zum Arrondissement Lens und ist die größte Gemeinde des Gemeindeverbands Hénin-Carvin. 

## Lage
Die Stadt Hénin liegt im sehr dicht besiedelten Zentrum des ehemaligen Nordfranzösischen Kohlereviers, etwa in der Mitte zwischen den Städten Lens und Douai an der Grenze zum Département Nord. Nachbargemeinden von Hénin sind Courrières und Oignies im Norden, Dourges im Nprdosten, Noyelles-Godault im Osten, Esquerchin im Südosten, Quiéry-la-Motte und Izel-lès-Équerchin im Süden, Drocourt im Südwesten, Rouvroy und Billy-Montigny im Westen sowie Montigny-en-Gohelle im Nordwesten. An die lange Steinkohle-Bergbautradition erinnern noch heute die Bergarbeitersiedlungen Cité Maréchal Foch, Cité Darey und Cité Promper sowie mehrere Abraumhalden. Unmittelbar nordöstlich des Stadtgebietes von Hénin-Beaumont kreuzen sich die Autobahnen A1 und A21.

## Geschichte
Seit etwa 950 war der heutige Ortsteil Hénin-Liétard unter den Namen Hennium, Henninium oder Heninium bekannt, später hieß er Martinus Henain. 1274 wurde der befestigte Ort zum ersten Mal Hanin-le-Liétard genannt; die Reste einer alten Burg sind noch erhalten. Hier wurde seit 1852 Steinkohle gefördert, was eine starke Zuwanderung von Arbeitskräften auslöste. 1859 wurde der Ort an die Eisenbahn angeschlossen.  
Hénin-Liétards Bevölkerung war stark antiklerikal eingestellt. So erreichte beispielsweise 1911 der Anteil der Zivilen Beerdigungen (funérailles civiles ohne die Anwesenheit von Geistlichen) 40 % aller Beisetzungen. Im Ersten Weltkrieg wurde Hénin-Liétard stark betroffen: Im Oktober 1914 wurde er von deutschen Truppen geplündert und verwüstet, im April 1917 bei der Rückeroberung durch die Alliierten stark zerstört. 
Die Gemeinde entstand 1971 aus der Fusion der Orte Hénin-Liétard und Beaumont-en-Artois, nachdem der Steinkohlenbergbau in der Region mit der Schließung des letzten Mine im Oktober 1970 beendet war. 
Die Stadt hate zu Beginn der Nach-Bergbau-Ära eine relativ hohe Arbeitslosigkeit, 2010 waren es 12,3 Prozent, 2015 über 20 Prozent. Bei den Kommunalwahlen im März 2014 wurde Steeve Briois, der Kandidat des Front National, zum Bürgermeister gewählt.

### Bevölkerungsentwicklung
| Jahr                       | 1962   | 1968   | 1975   | 1982   | 1990   | 1999   | 2006   | 2016   | 2022   |
| -------------------------- | ------ | ------ | ------ | ------ | ------ | ------ | ------ | ------ | ------ |
| Einwohner                  | 25.527 | 26.892 | 26.405 | 26.037 | 26.257 | 25.204 | 25.915 | 25.901 | 25.764 |
| Quellen: Cassini und INSEE |        |        |        |        |        |        |        |        |        |

## Sehenswürdigkeiten
Die Kirche Saint-Martin, erbaut zwischen 1929 und 1932 in griechisch-byzantinischem Stil nach Plänen des Architekten Maurice Boutterin (1882–1970), ersetzte eine Vorgängerkirche, die 1917, während des Ersten Weltkriegs von den Deutschen bei ihrem Abzug zerstört worden war. Sie ist als Monument historique klassifiziert.
Seit Juni 2014 finden in Hénin-Beaumont jährlich Médiévales (mittelalterliche Ritterfestspiele) statt.

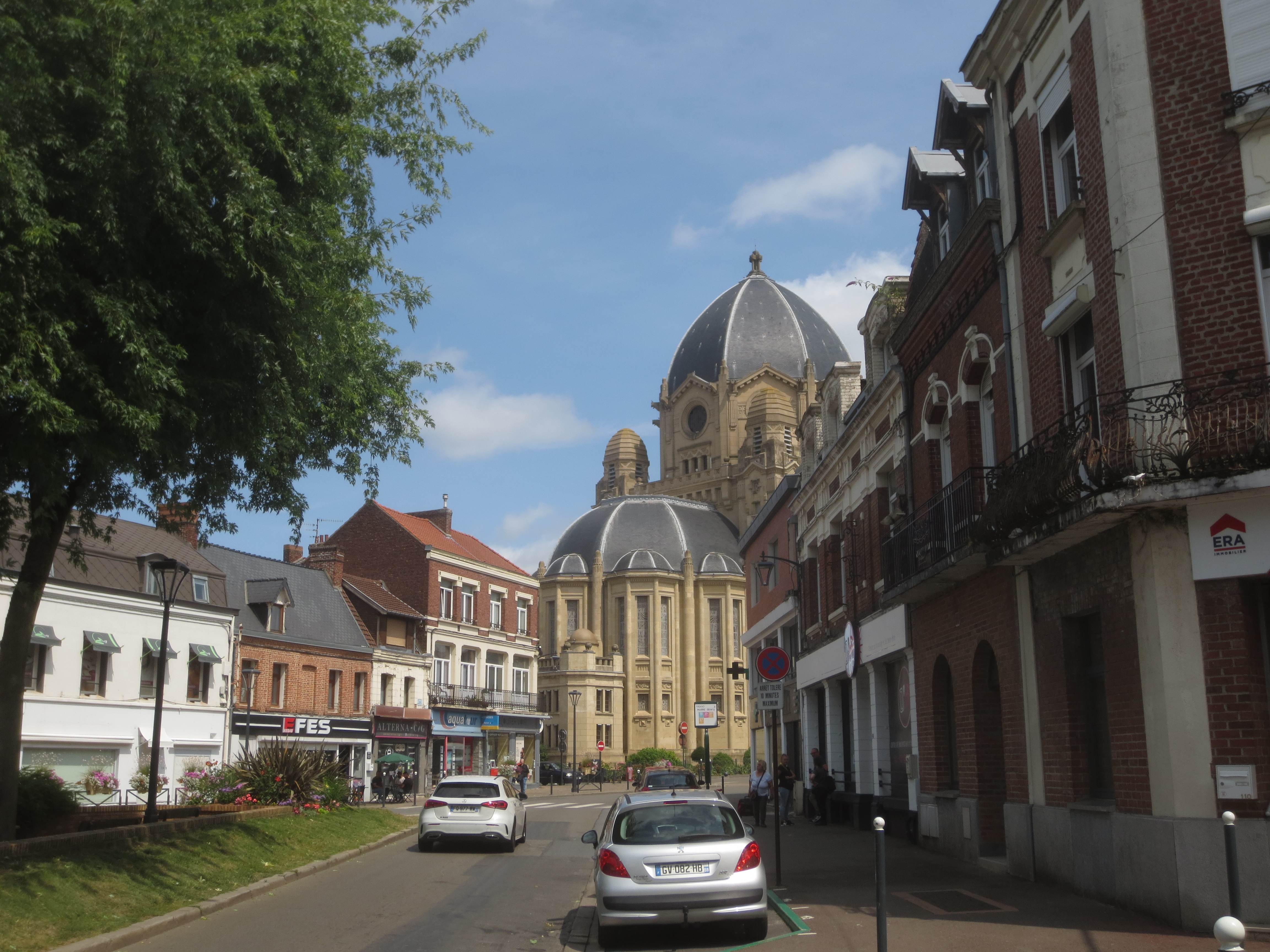
Place Jean Jaurès und Kirche Saint-Martin
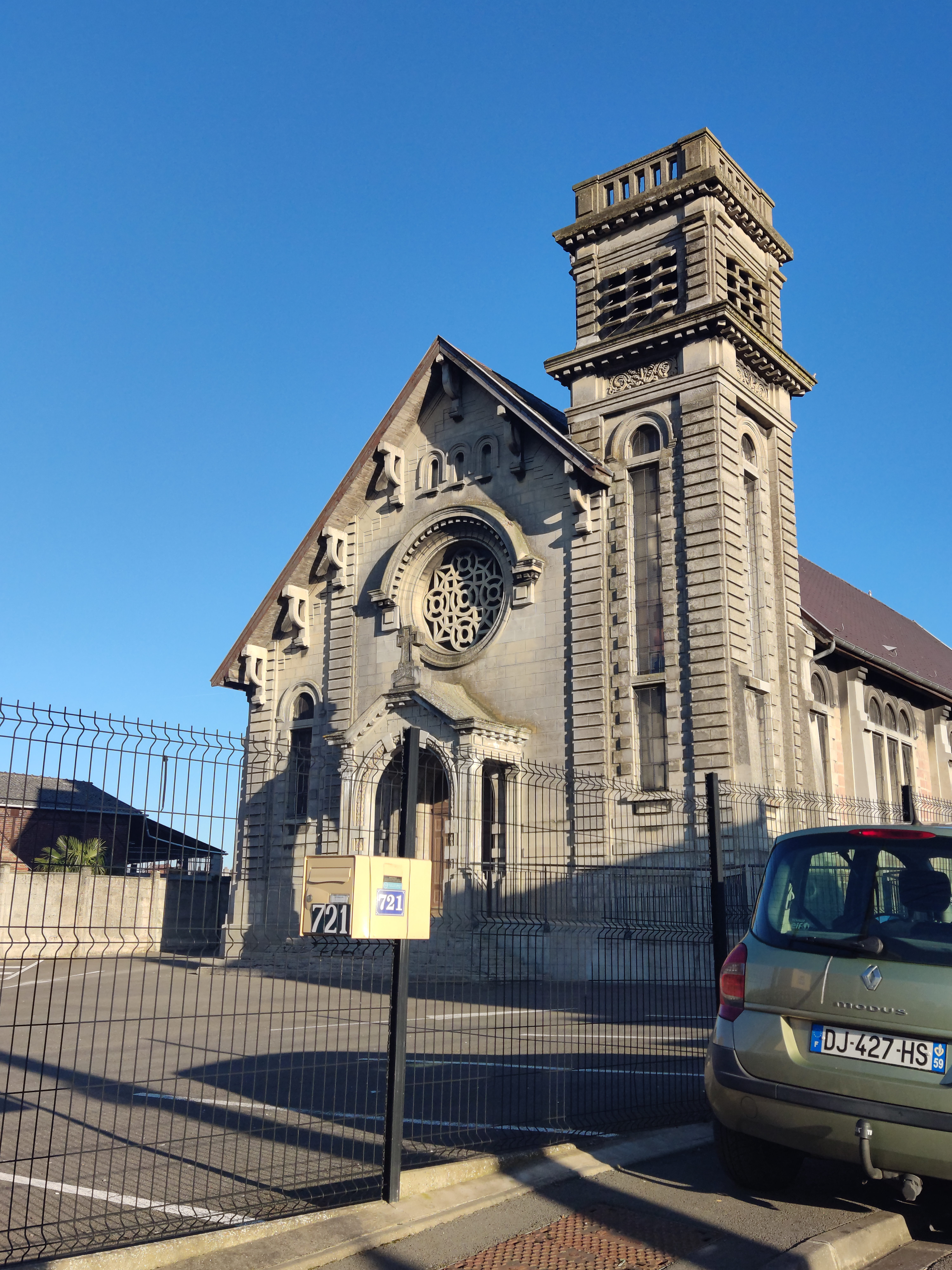
Kirche Saint-Henri
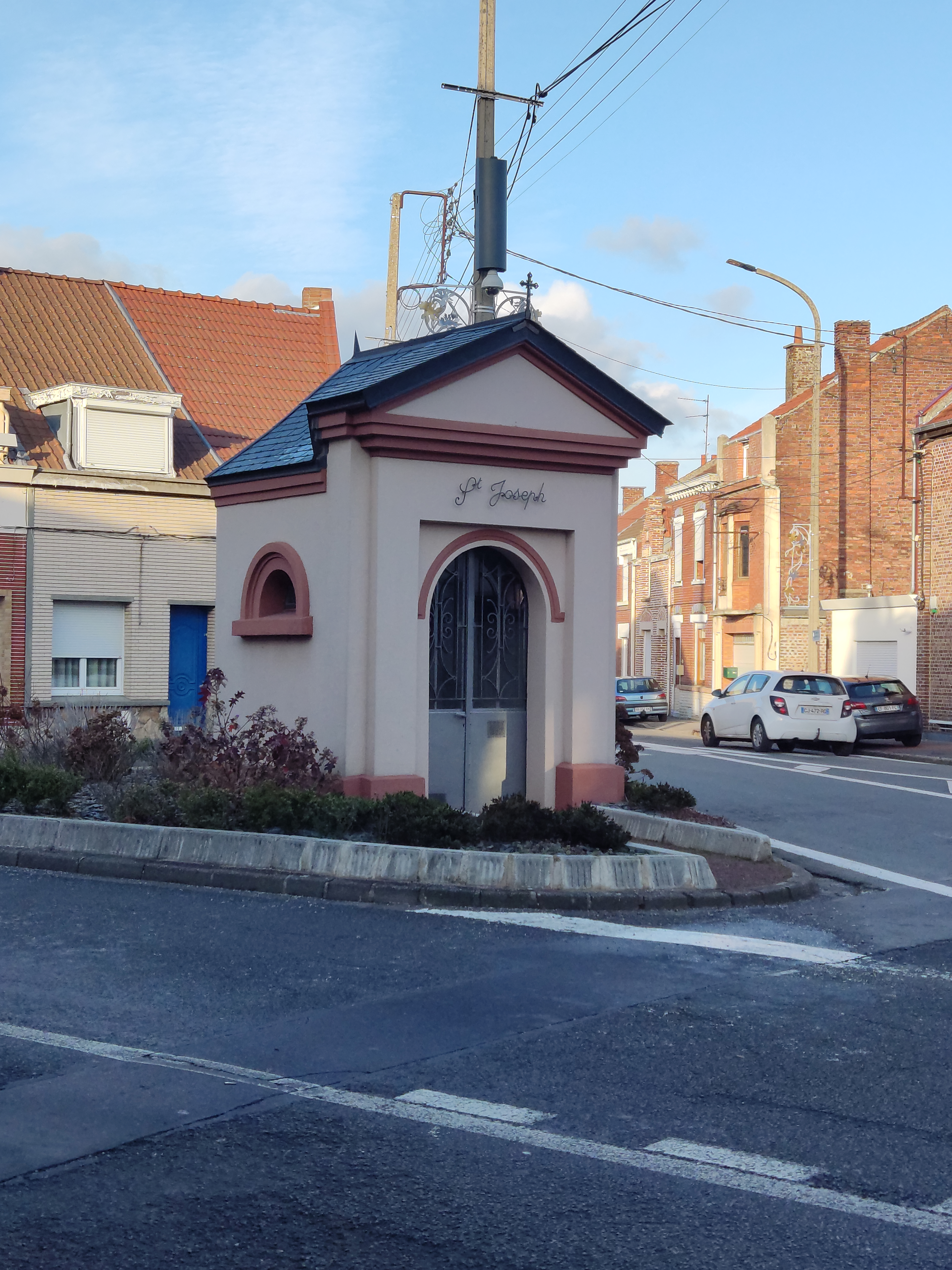
Kapelle Saint-Joseph
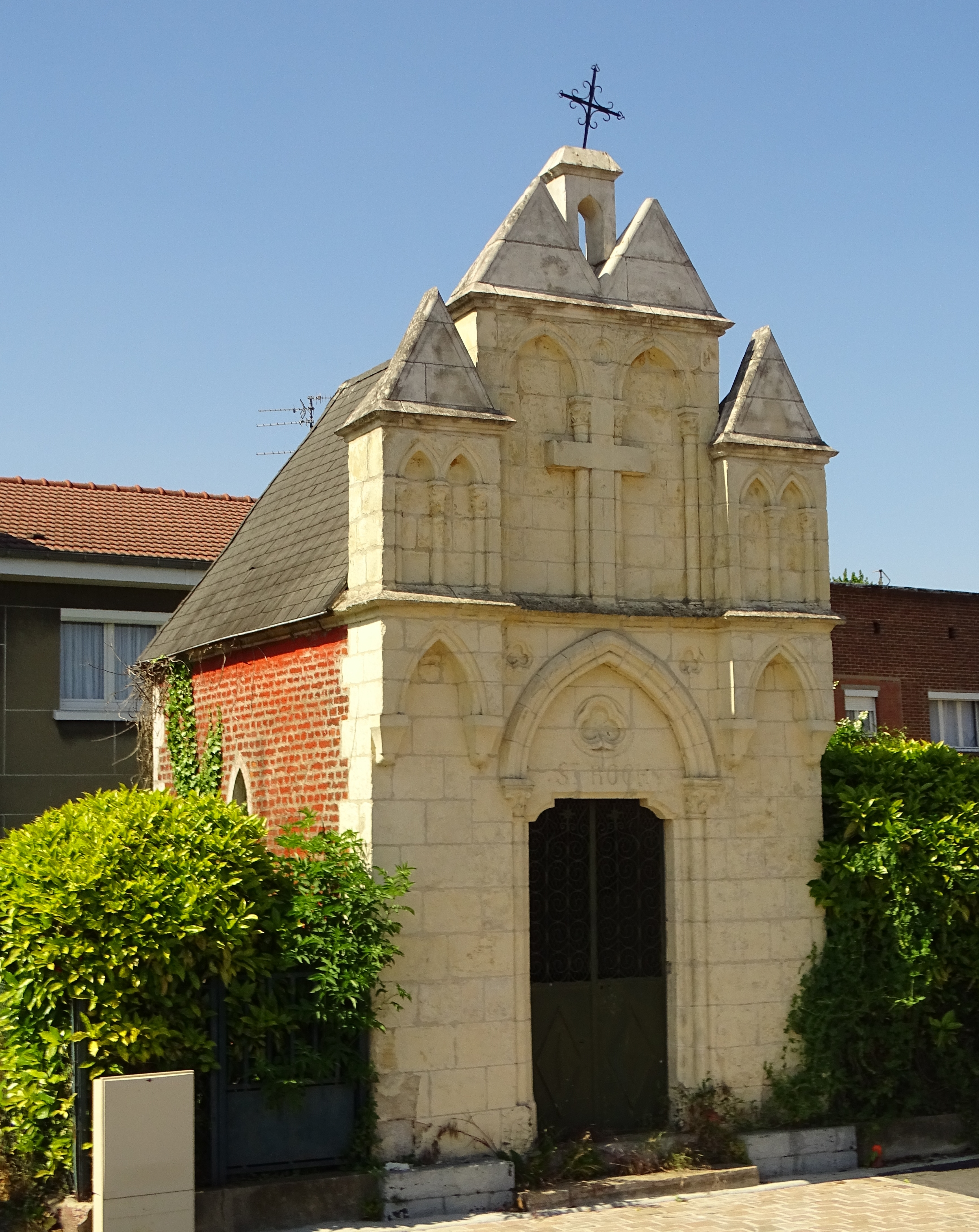
Kapelle Saint-Roch
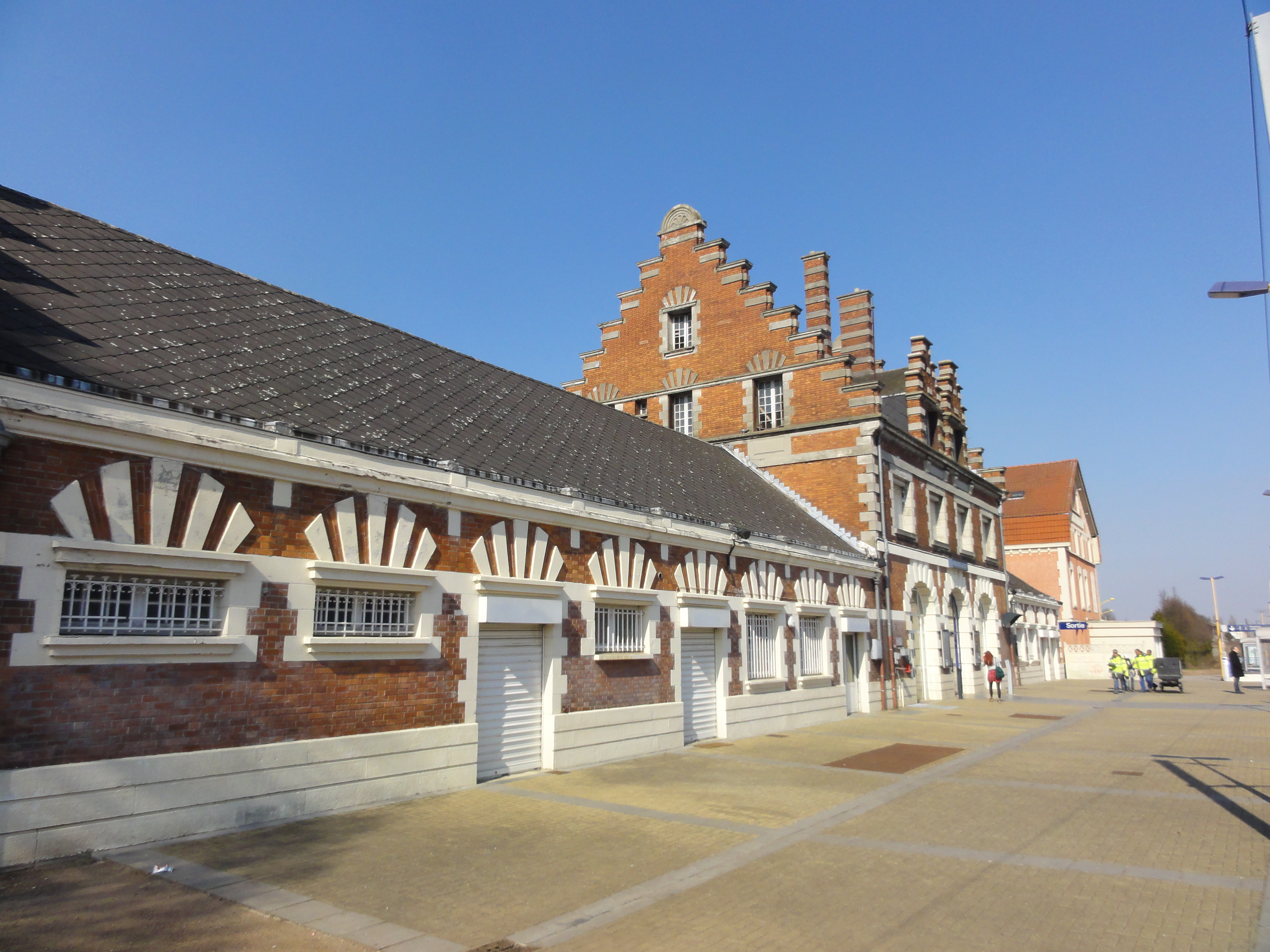
Bahnhof
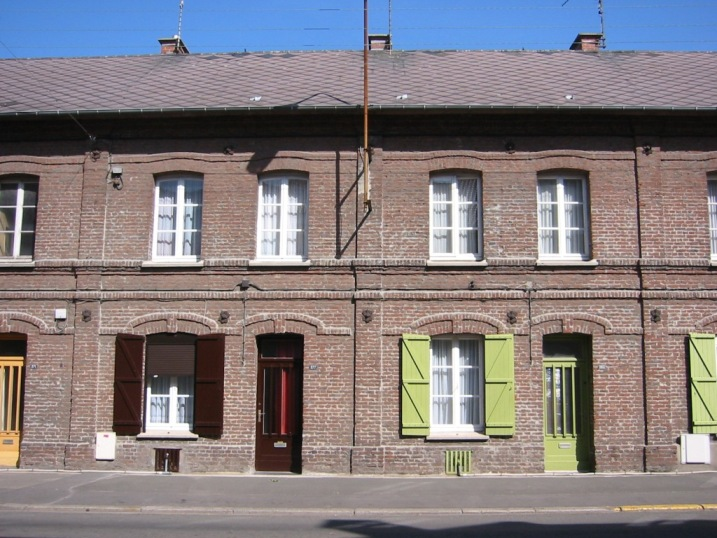
Typisches Bergarbeiterhaus

## Sport
Die Kleinstadt ist ein frühes Zentrum des nordfranzösischen Frauenfußballs. Der örtliche Football Club Féminin wurde 1983 und 1988 jeweils französischer Vizemeister. Auch der 1992 eingeführten ersten Liga hat der Verein anderthalb Jahrzehnte lang (zuletzt 2013/14) angehört.

## Städtepartnerschaften
Hénin-Beaumont unterhält Städtepartnerschaften zu folgenden Städten:
- Herne, Deutschland, seit 1954
- Wakefield, Vereinigtes Königreich
- Konin, Polen, seit 1991
- Rolling Meadows, USA
- Rufisque, Senegal

Die drei erstgenannten Städte hatten wie Hénin-Beaumont ebenfalls eineKohlebergbau-Geschichte.

## Persönlichkeiten
- Louane (* 1996), Sängerin und Schauspielerin

## Belege
1. ↑  Gérard Noiriel: Les ouvriers dans la société française, XIXe–XXe siècle (= Collection Points, Inédit Histoire. H88). Éditions du Seuil, Paris 1986, ISBN 2-02-009309-X, S. 101.
2. ↑  Angaben des nationalen Statistikamtes Frankreichs, abgerufen am 25. Mai 2014
3. ↑  Julia Amalia Heyer: Madame Unverzagt. In: Der Spiegel, 28. November 2015, S. 100–105, hier S. 102.
4. ↑  Birgit Holzer: Ein Rechter im Rathaus. In: Stuttgarter Nachrichten. 17. April 2014, abgerufen am 24. September 2023.
5. ↑   Website der Stadt (Memento des Originals vom 13. August 2012 im Internet Archive)  Info: Der Archivlink wurde automatisch eingesetzt und noch nicht geprüft. Bitte prüfe Original- und Archivlink gemäß Anleitung und entferne dann diesen Hinweis.